# Hartmut Weiß
Hartmut Weiß (* 13. Januar 1942 in Schlesien) ist ein ehemaliger deutscher Fußballspieler. Der Mittelstürmer oder Linksaußen hat bei den Vereinen VfB Stuttgart und Eintracht Braunschweig von 1964 bis 1971 insgesamt 168 Spiele in der Fußball-Bundesliga absolviert und dabei 58 Tore erzielt.

## Laufbahn
Weiß wechselte in der Jugend vom TSV Bernhausen 1960 zum VfB Stuttgart. Unter Trainer Franz Seybold entwickelte sich der Angreifer in der Amateurmannschaft des VfB und gewann mit seinen Mannschaftskameraden 1963 zuerst die württembergische, danach die süddeutsche und schließlich in der Endrunde um die Deutsche Amateurmeisterschaft 1963 im Finale am 6. Juli 1963 mit 1:0 gegen den VfL Wolfsburg die deutsche Amateurmeisterschaft. Zur Saison 1964/65 wurde er zusammen mit Siegfried Böhringer, Hans Krauß und Gustav Talpai in den Lizenzspielerkader übernommen. Zusätzlich verpflichtete der VfB noch Helmut Huttary (Hessen Kassel), Werner Pfeifer (Fortuna Düsseldorf) und Helmut Siebert von der TSG Ulm 1846. Am 5. Dezember 1964 gab Weiß für den VfB Stuttgart sein Bundesliga-Debüt. Bei der 1:2-Auswärtsniederlage bei Hannover 96 bildete er mit Dieter Höller, Theodor Hoffmann, Erwin Waldner und Hans Arnold auf Linksaußen den Angriff der Schwaben. Mit einem Kopfball erzielte er in der 75. Minute sein erstes Bundesligator. Am Rundenende hatte der vormalige Amateurstürmer in 15 Ligaspielen neun Tore erzielt und führte damit die interne Torschützenliste gemeinsam mit Rolf Geiger an. Der VfB belegte unter den Trainern Kurt Baluses (bis 24. Februar 1965), interim Seybold bis 7. März und Rudi Gutendorf (ab 8. März) den 12. Rang. Nach einer unbefriedigenden Runde 1965/66 mit nur 13 Einsätzen und vier Toren, steigerte sich der 1,87 m große Kopfballspezialist in seinem dritten Bundesligajahr 1966/67, Trainer Gutendorf wurde zum 14. Dezember 1966 von Altnationalspieler Albert Sing abgelöst, auf 25 Ligaspiele mit acht Toren. Damit führte er gemeinsam mit Horst Köppel und den zwei siebenfachen Torschützen Bo Larsson und Hans-Otto Peters die VfB-Torjägerliste an. In seinem vierten Bundesligajahr verbesserte sich der VfB 1967/68 zwar unter Trainer Gunther Baumann auf den 8. Rang, aber für Weiß lief es persönlich nicht gut: In 21 Spielen erzielte er lediglich zwei Tore. Deshalb unternahm er einen Tapetenwechsel:
Zur Saison 1968/69 wechselte er zum Team von Trainer Helmuth Johannsen, nach Niedersachsen zu Eintracht Braunschweig. Johannsen hatte mit Klaus Gerwien und Erich Maas zwei flinke und etablierte Bundesliga-Flügelspieler im Kader, da war ein Kopfballspezialist in der Sturmmitte ein Versuch wert. Der Mann aus dem Schwabenland übertraf mit seinen 15 Treffern in 33 Ligaeinsätzen fast die Erwartungen der Verantwortlichen des Meisters aus dem Jahr 1967. Die „Löwen“ spielten eine ausgezeichnete Runde und erreichten den vierten Rang, punktgleich mit Borussia Mönchengladbach auf dem 3. Platz. Von den Flügeln kamen die Flanken von Gerwien und Maas in das Zentrum zum Vollstrecker Weiß und die zwei Außenstürmer wurden aus dem Mittelfeld mit Zuspielen von Lothar Ulsaß, Bernd Dörfel und Michael Polywka bedient. Unerklärlicherweise fiel das Leistungsniveau von Braunschweig in der folgenden Runde 1969/70 massiv ab, das Team von Trainer Johannsen und Torjäger Weiß kämpfte massiv um den Klassenerhalt. Knapp, mit dem 16. Rang, blieb Braunschweig in der Bundesliga und Johannsen und Weiß verließen die Eintracht. Johannsen nahm einen neuen Job bei Hannover 96 an und Weiß folgte dem Werben seines alten Vereines VfB Stuttgart.
Nach zwei Jahren in Braunschweig kehrte Weiß zum VfB Stuttgart zurück. Das Rundenergebnis des VfB unter Trainer Branko Zebec mit dem 12. Rang war zwar enttäuschend, aber Weiß hatte mit seinen 15 Toren überzeugend seine Torjägerqualitäten bewiesen. Er war damit bester VfB-Torschütze, klar vor dem Trio Horst Haug, Karl-Heinz Handschuh und Jan Olsson mit jeweils acht Torerfolgen. Der VfB beendete mit einem 2:0-Heimerfolg am 5. Juni 1971 gegen den 1. FC Kaiserslautern die Runde 1970/71, Weiß erzielte in der 62. Minute den Endstand. Das damit für den „baumlangen und gelegentlich ein wenig tapsig wirkenden Kopfballspezialisten“ das Kapitel Bundesliga beendet war, konnte man zu diesem Zeitpunkt auf keinen Fall ausgehen. 
Nachdem ihm zum Ende der Saison 1970/71 mitgeteilt wurde, dass der VfB in Zukunft auf den Nachwuchsstürmer Wolfgang Frank setzen wollte, wechselte Weiß zu den Stuttgarter Kickers. Nach seinem erneuten Abschied vom VfB gestand er zusammen mit seinen ehemaligen Mitspielern Hans Arnold und Hans Eisele als erster Spieler eine Verwicklung in den Bundesliga-Skandal. Für den 1:0-Heimsieg von Arminia Bielefeld gegen den VfB Stuttgart am 29. Mai 1971 erhielt Weiß ebenso wie die beiden anderen Spieler 15.000 Deutsche Mark. Weiß verschoss in diesem Spiel absichtlich einen Elfmeter. Am 22. Januar 1972 wurde er auf Lebenszeit gesperrt und musste zudem 15.000 Deutsche Mark Strafe zahlen. Am 1. August 1973 wurde er begnadigt.